# جاكوب لاندو (رسام)
جاكوب لاندو (بالإنجليزية: Jacob Landau)‏ هو رسام أمريكي، ولد في 17 ديسمبر 1917 في فيلادلفيا في الولايات المتحدة، وتوفي في 24 نوفمبر 2001 في روزفلت (نيوجيرسي) في الولايات المتحدة.